# Cimetière de Burgault
De Cimetière de Burgault is een gemeentelijke begraafplaats in de Franse gemeente Seclin in het Noorderdepartement. De begraafplaats ligt in het oosten van het stadscentrum en is een van de twee grote gemeentelijke begraafplaatsen, naast de centrumbegraafplaats van Seclin.

## Britse oorlogsgraven
Op de begraafplaats bevindt zich een Britse militair perk uit de Tweede Wereldoorlog. Het perk bevindt zich vooraan op de begraafplaats en telt 8 graven, waarvan er 1 niet is geïdentificeerd. De graven worden onderhouden door de Commonwealth War Graves Commission. In de CWGC-registers is de begraafplaats opgenomen als Seclin (De Bergault) Communal Cemetery. Een van de gesneuvelden is Richard Whitaker Porritt, een Brits "Member of Parliament" en de eerste Britse MP die sneuvelde in de Tweede Wereldoorlog.